# Bataille de la Planta
Guerres de Bourgogne
Batailles
Héricourt - La Planta - Nancy 1475 - Yverdon -  Grandson - Morat - Nancy 1477
La bataille de la Planta eut lieu le 13 novembre 1475, opposant la principauté épiscopale de Sion et ses alliés à la maison de Savoie dans le contexte des guerres de Bourgogne. Les troupes savoyardes sont battues ce qui permit la conquête du Bas-Valais jusqu'au défilé de Saint-Maurice par une campagne rapide en février 1476.

## Situation initiale
En 1446, les dizains signent un traité d'amitié avec Berne et le duché de Savoie. Ce traité sera mis à mal par plusieurs violations (affaire Asperlin entre 1460 et 1482, incidents de frontière). En 1473 la Savoie décrète un embargo économique sur le Valais, ce qui accentue les tensions.

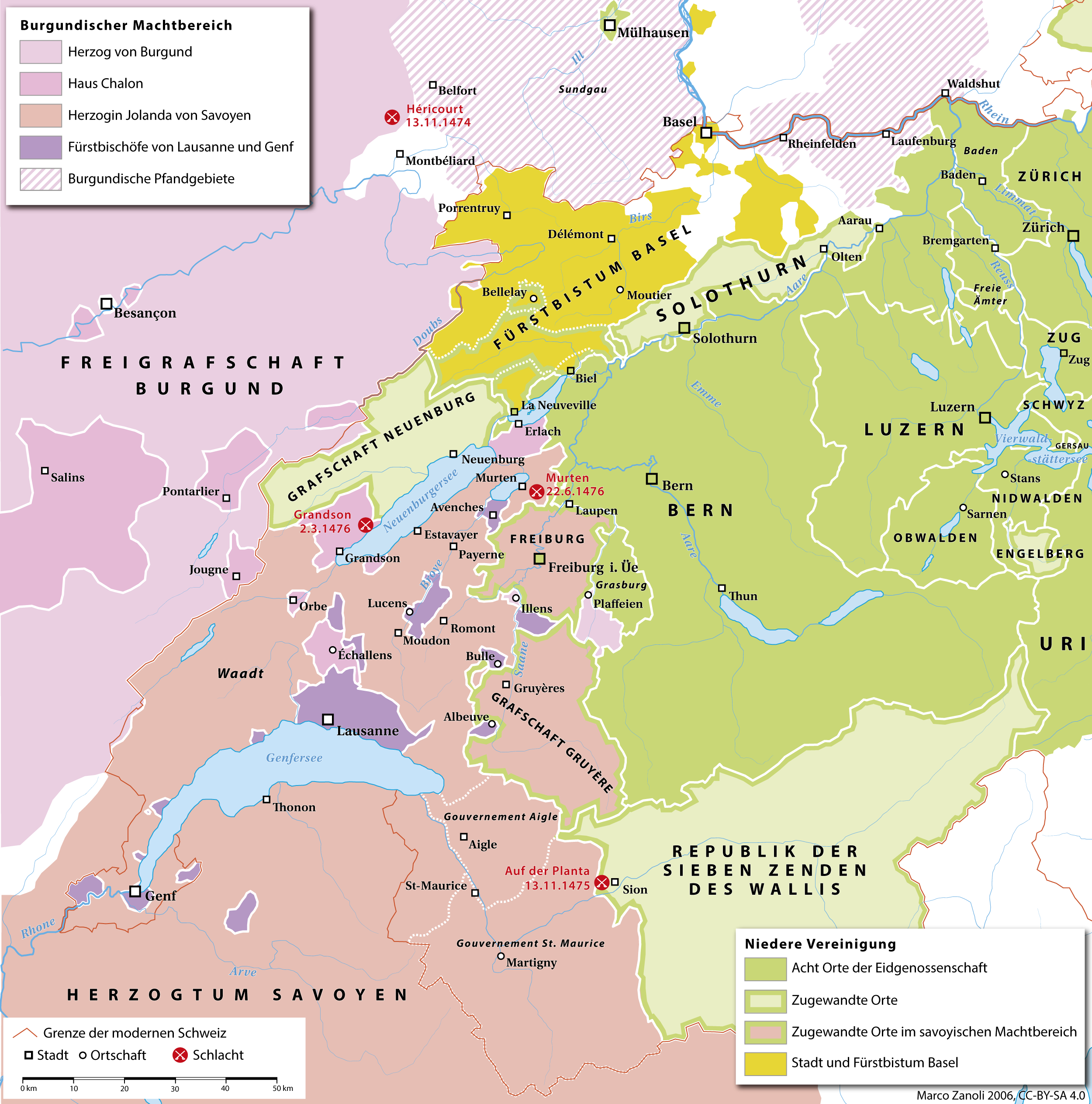
Le théâtre des guerres bourguignonnes dans l'actuelle Suisse. Au sud-ouest, la principauté épiscopale de Sion et les dizains valaisans (vert clair), le duché de Savoie (saumon) et le site de la bataille de la Planta (rouge), au centre Fribourg et le comté de Gruyère sont alliés des confédérés (rouge entouré en vert), au nord le duché de Bourgogne (rose). Au printemps et en automne 1475 les Bernois et les Fribourgeois, avec le soutien de Lucerne, prirent le Pays de Vaud possédé par le duché de Savoie (saumon), la Principauté épiscopale de Lausanne (violet) et le comte de Chalon (rose foncé). En août 1475 les Bernois prirent le bailliage savoyard d'Aigle, qu'ils conserveront. Les batailles de Grandson et de Morat (rouge) suivent en 1476.

En janvier 1475, Charles le Téméraire, duc de Bourgogne, fait alliance avec le duché de Savoie et le duché de Milan en réponse à l'accord, plus tard appelé « Paix perpétuelle (en) », conclu en 1474 entre les VIII cantons confédérés et le duc Sigismond d'Autriche, au nom de l'empereur du Saint-Empire romain germanique. Frédéric III exhorta les confédérés à prendre part à la guerre impériale contre Charles le Téméraire.
À ce moment, les sept dizains du Valais sont menacés à l'ouest par le duché de Savoie, dont la limite atteignait la rivière de la Morge de Conthey juste à l'ouest de Sion, et au sud par le duché de Milan, qui envoya notamment des mercenaires par le col du Grand-Saint-Bernard pour soutenir Charles le Téméraire.
Le 7 septembre 1475, l'évêque de Sion et les dizains s'allient à Berne par un traité de combourgeoisie, rompant ainsi l'embargo imposé par la Savoie. 
En octobre 1475, les Bernois, qui avaient conquis le Pays de Vaud, demandent aux Valaisans d'attaquer. En novembre 1475, l'évêque Walter Supersaxo attaque Conthey, fortifié, à deux reprises mais sans succès. L'évêque de Genève, Jean-Louis de Savoie, put alors occuper les postes de combats avec ses troupes en attendant le gros de l'armée savoyarde.
Le 12 novembre, l'armée principale de la duchesse de Savoie Yolande de France forte de 10 000 hommes, arrive à Conthey. La garnison de la ville de Sion n'en compte que 300, mais déjà l'armée valaisanne forte de 3 000 à 4 000 hommes est en route pour rejoindre Sion. Parallèlement, 3 000 hommes du Gessenay et du Simmental (Berne), de Fribourg et de Soleure se dirigent vers le col du Sanetsch au nord-ouest de Sion pour porter assistance à leurs alliés. 

## Déroulement de la bataille

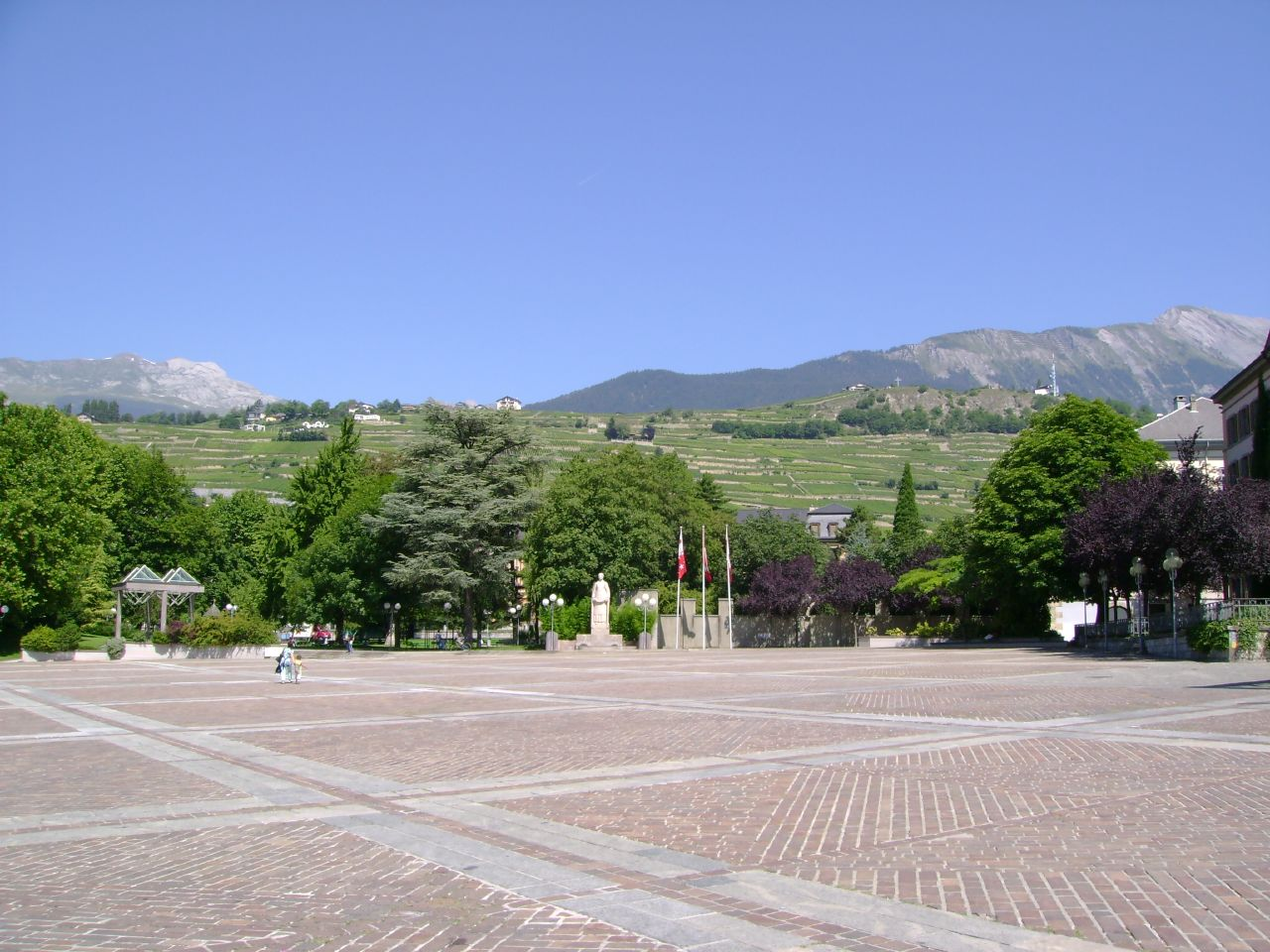
La place de la Planta à Sion, lieu de la bataille

Le 13 novembre au matin, l'armée principale savoyarde franchit la Morge de Conthey, qui délimitait alors la frontière entre la Savoie et le Valais, mettant en fuite l'avant-garde valaisanne après un court combat. Dans le même temps, un petit groupe de Savoyards s'avance sur le flanc gauche jusqu'à Savièse, bat les défenseurs et pille les villages. L'armée principale avance maintenant contre la ville de Sion et envahit les parties occidentales de la ville. Les 3000 à 4 000 hommes de la milice des Dizains parviennent à les en chasser.
Les troupes savoyardes se regroupent devant la ville de Sion au lieu-dit La Planta. Les valaisans, mal équipés, ne peuvent pas s'opposer ouvertement aux Savoyards, et certaines des troupes de la milice des Dizains sont dispersées. Au même moment, environ 3000 confédérés franchissent le col du Sanetsch, passent par Savièse et menacent le flanc gauche des Savoyards. Les Bernois invitent les Valaisans ayant battu en retraite à reprendre le combat, réprimant les fuyards.
Afin de protéger leur flanc gauche, les Savoyards se retirent un peu à l'ouest, les Confédérés et les Valaisans attaquent aussitôt de front. Après une lutte acharnée, les Savoyards fuient en panique et laissent tout leur matériel derrière eux. 
Les Valaisans capturent six voitures avec harnois, armes et armures ainsi que quelques bannières et 120 chevaux. Les Savoyards subissent de lourdes pertes avec plus de 1 000 tués, dont 300 nobles, outre les prisonniers. Les pertes des alliés sont inconnues, mais semblent avoir été relativement mineures. Jusqu'à la tombée de la nuit, les Valaisans et les Bernois poursuivent les fuyards au-delà de la Morge jusqu'à Conthey, qui est immédiatement occupé.

## Conséquences
La bataille se termine par la victoire de la ville de Sion et de ses alliés face aux troupes savoyardes, alliées du duché de Bourgogne. Une campagne rapide en février 1476, durant laquelle dix-sept châteaux forts sont démantelés, permet la conquête du Bas-Valais jusqu'au défilé de Saint-Maurice. Le duché de Savoie perd le contrôle du Bas-Valais et du col du Grand-Saint-Bernard, passage vers l'Italie du Nord et la Méditerranée. Le territoire est assujetti en 1477 et la Savoie ne reconnaît cette annexion qu'en 1528. Pendant deux siècles, la Savoie et les évêques de Sion s'étaient disputé la prédominance en Valais central. À partir de 1475, les dizains du Haut-Valais, y compris Sion, marquent leur prépondérance et l'allemand devient la langue officielle.